# Polycarpon tetraphyllum
Polycarpon tetraphyllum — вид квіткових рослин родини гвоздичні (Caryophyllaceae). Етимологія: лат. tetraphyllum — «чотирилистий», посилаючись на кількість листків у мутовці..

## Морфологічна характеристика
Це гола однорічна розгалужена рослина до 35 см, яка відрізняється в роді своїми квітами, які мають 3–4 тичинок, а насіння горбувате. Листки 1,5–20 × 0,7–10 мм, оберненояйцеподібні або еліптичні-ланцетні. Суцвіття прості або багаторазово розгалужені, з безліччю квітів. Чашолистки близько 2 мм., яйцеподібно-ланцетні, загострені, білі з грубими краями. Пелюстки вдвічі коротші чашолистків, білі, довгасті, більш-менш виїмчасті. Тичинок 3 або 5. Плід — капсула. Насіння крихітне, трикутно-ниркоподібне.

## Поширення
Батьківщина. Північна Африка: Алжир; Єгипет; Лівія; Марокко; Туніс. Азія: Кувейт; Оман; Катар; Саудівська Аравія; Ємен; Кіпр; Іран; Ізраїль; Йорданія; Ліван; Сирія; Туреччина. Європа: Німеччина; Об'єднане Королівство; Албанія; Болгарія; Хорватія; Греція; Італія; Чорногорія; Словенія; Франція; Португалія; Гібралтар; Іспанія. Натуралізований. Еритрея; Ефіопія; Південна Африка. Індія; Австралія; Нова Зеландія; Бельгія; Швейцарія; Сполучені Штати; Канада — Британська Колумбія; Бразилія; Гаїті; Коста-Рика; Венесуела; Аргентина; Чилі; Уругвай; Еквадор; Перу. Зустрічається на піщаних ґрунтах, в прибережних районах і на пустирях, уздовж стін і бордюрів.

## Галерея

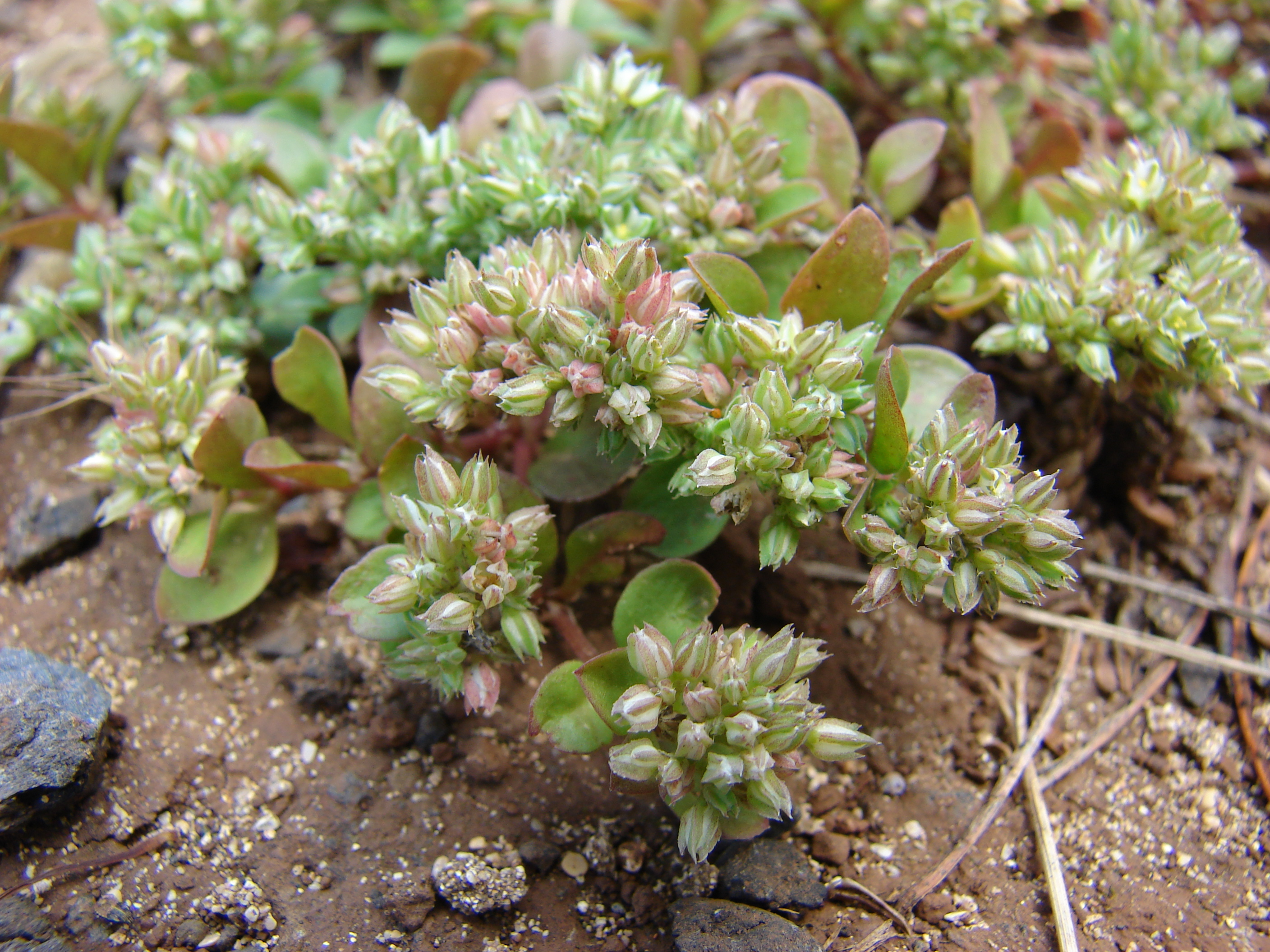
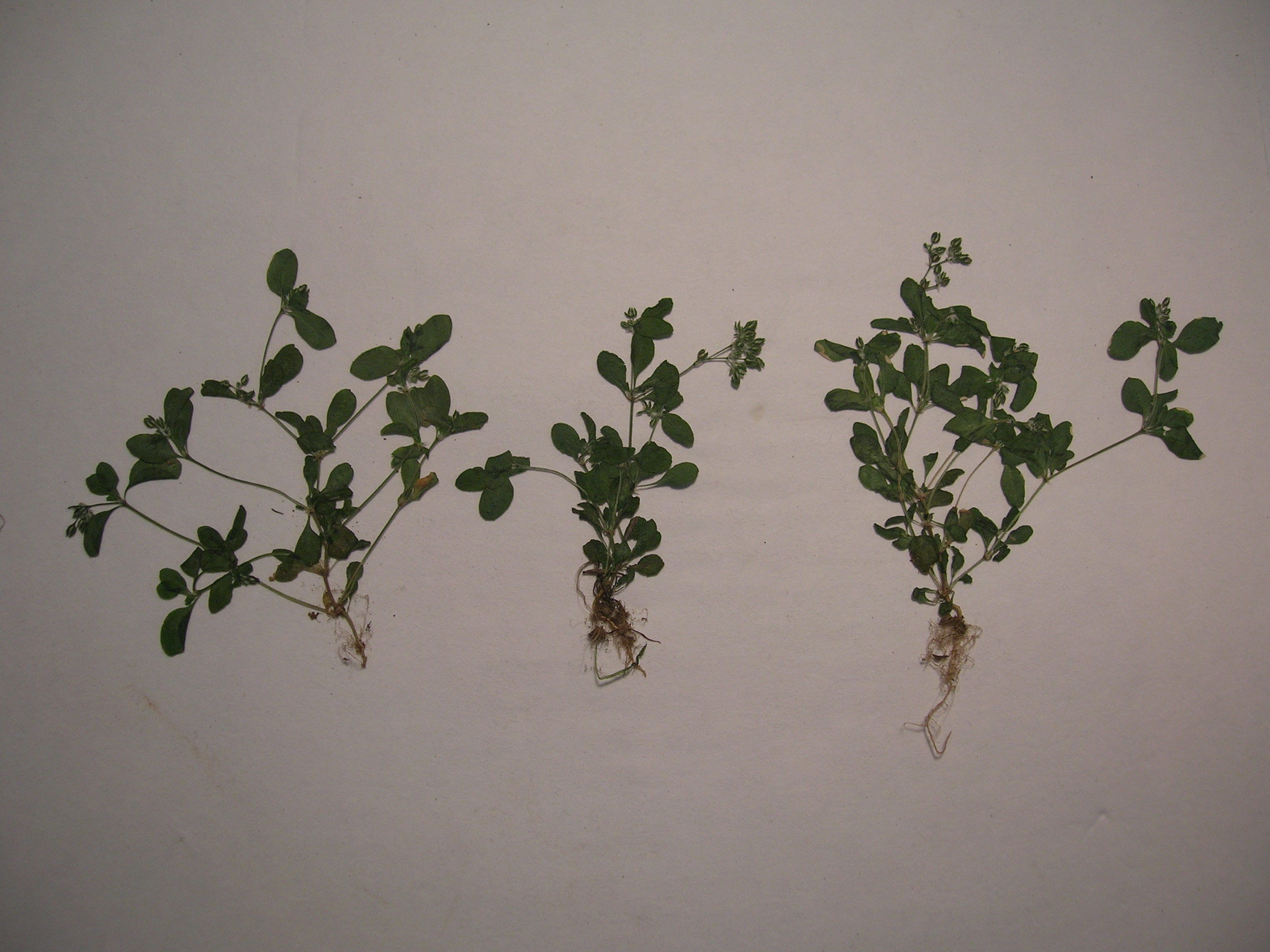